# Daniela Katzenberger (Fernsehsendung)
Daniela Katzenberger ist eine Doku-Soap über Reality-TV-Star Daniela Katzenberger sowie ihren Ehemann, den Sänger Lucas Cordalis, welche seit dem 8. September 2015 auf dem deutschen TV-Sender RTL II ausgestrahlt wird. Die Sendung ist der Nachfolger auf Daniela Katzenberger – natürlich blond, welche von 2010 bis 2013 auf VOX ausgestrahlt wurde. Die Serie wird von Endemol Shine produziert.

## Themen
Die Doku-Soap zeigt Katzenberger und ihren Ehemann Lucas Cordalis in ihrem alltäglichen Leben. Die erste Staffel war vor allem auf die Schwangerschaft und anschließende Geburt ihres Kindes ausgelegt, wobei die zweite Staffel sich mehr auf den Alltag mit ihrem Kind und auf die bevorstehende Vermählung der beiden fokussierte. Nachdem die zweite Staffel über die Hochzeitsvorbereitungen geendet hatte, wurde die Hochzeit von Lucas und Daniela live auf RTL II ausgestrahlt. Keine RTL-II-Show im Jahr 2016 konnte bis dato so viele junge Zuschauer vor den Fernseher locken. Der Marktanteil lag beim Gesamtpublikum bei 2,59 Mio. Zuschauern und somit einem Marktanteil von 10,2 Prozent, in der werberelevanten Zielgruppe lag die Zuschauerzahl bei 1,3 Mio., was einem Marktanteil von 15,3 Prozent entspricht und der Führung in der Primetime. Am besten schnitt das Hochzeits-Special bei den 20- bis 29-Jährigen mit einem Marktanteil von 25,8 Prozent ab.

## Ausstrahlung
| Staffel   | Episoden | Ausstrahlung                            |
| --------- | -------- | --------------------------------------- |
| Staffel 1 | 8        | 15. September 2015 bis 20. Oktober 2015 |
| Staffel 2 | 9        | 4. April 2016 bis 30. Mai 2016          |

## Gastauftritte
- Iris Klein (seit Staffel 1)
- Costa Cordalis (seit Staffel 1)

## Quoten
Die erste Staffel „Daniela Katzenberer – mit Lucas im Babyglück“ wurde von 8,4 Prozent in der Zielgruppe der 14- bis 49-Jährigen gesehen. Insgesamt lag die Zuschauerzahl bei durchschnittlich 1,5 Mio. Zuschauern pro Episode. Das Staffelfinale endete sogar mit dem Staffelbestwert von 9,8 Prozent Marktanteil in der werberelevanten Zielgruppe, was 1,09 Mio. Zuschauern entsprach.
| Staffel           | Episodenanzahl          | Erstausstrahlung bei RTL II       | Einschaltquoten beim Gesamtpublikum | Marktanteil |
| ----------------- | ----------------------- | --------------------------------- | ----------------------------------- | ----------- |
| 1                 | 8                       | 8. September bis 20. Oktober 2015 | 1,5 Mio.                            | 8,4 %       |
| 2                 | 10 (mit Highlightfolge) | 4. April bis 6. Mai 2016          |                                     |             |
| Hochzeits-Special | 1                       | 4. Juni 2016                      | 2,59                                | 10,2 %      |

## Episodenliste

### Staffel 1: „Mit Lucas im Babyglück“
| Episode Gesamt | Episode Staffel | Originaltitel | Erstausstrahlung   |
| -------------- | --------------- | ------------- | ------------------ |
| 1              | 1               | Folge 1       | 8. September 2015  |
| 2              | 2               | Folge 2       | 8. September 2015  |
| 3              | 3               | Folge 3       | 15. September 2015 |
| 4              | 4               | Folge 4       | 22. September 2015 |
| 5              | 5               | Folge 5       | 29. September 2015 |
| 6              | 6               | Folge 6       | 6. Oktober 2015    |
| 7              | 7               | Folge 7       | 13. Oktober 2015   |
| 8              | 8               | Folge 8       | 20. Oktober 2015   |

### Staffel 2: „Mit Lucas im Hochzeitsfieber“
| Episode Gesamt | Episode Staffel | Originaltitel                | Erstausstrahlung |
| -------------- | --------------- | ---------------------------- | ---------------- |
| 9              | 1               | Folge 1                      | 4. April 2016    |
| 10             | 2               | Folge 2                      | 11. April 2016   |
| 11             | 3               | Folge 3                      | 18. April 2016   |
| 12             | 4               | Folge 4                      | 25. April 2016   |
| 13             | 5               | Folge 5                      | 2. Mai 2016      |
| 14             | 6               | Folge 6                      | 9. Mai 2016      |
| 15             | 7               | Folge 7                      | 16. Mai 2016     |
| 16             | 8               | Folge 8                      | 23. Mai 2016     |
| 17             | 9               | Folge 9                      | 30. Mai 2016     |
| 18             | 10              | Die Highlights von Staffel 2 | 6. Juni 2016     |

### Spezialausgaben
| Episode Gesamt | Episode Staffel | Originaltitel                    | Erstausstrahlung |
| -------------- | --------------- | -------------------------------- | ---------------- |
| 1              | 1               | Daniela und Lucas – Die Hochzeit | 4. Juni 2016     |